# إغلهارتينغر فورست
بَلْدَة إِنغِلتَآلر فُورِست (بالأَلمانِيَّة: Gemeindefreies Eglhartinger Forst) هي بَلدَة أَلمانِيَّة حُرَّة في مِنطَقَة إِبِرسبِيرغٌ التَّابِعة لِمُحافظة باڤارِيا العُليَا في وِلاَية باڤارِيا في جُمهُوريَّة أَلمَانيَا الاِتّحاديّة بمِساحة تُقَدَّر بحَوالَي 27 كم².

## مَراجع
1. 1 2   https://www.destatis.de/DE/Themen/Laender-Regionen/Regionales/Gemeindeverzeichnis/Administrativ/Archiv/GVAuszugQ/AuszugGV1QAktuell.xlsx?__blob=publicationFile. {{استشهاد ويب}}: |url= بحاجة لعنوان (مساعدة) والوسيط |title= غير موجود أو فارغ (من ويكي بيانات) (مساعدة)
2. ↑  "معلومات عن إغلهارتينغر فورست على موقع openstreetmap.org". openstreetmap.org. مؤرشف من الأصل في 2017-11-17.